# 테무 하르티카이넨
테무 하르티카이넨(핀란드어: Teemu Hartikainen, 1990년 5월 3일~)은 핀란드의 아이스하키 선수로 포지션은 레프트윙이다. 현재 핀란드 SM 리가의 칼레반 팔로 소속으로 뛰고 있다. 이전에는 내셔널 하키 리그(NHL)의 에드먼턴 오일러스, 콘티넨탈 하키 리그(KHL)의 살라바트 율라예프 우파, 스위스 내셔널 리그의 제네브세르베트 HC 소속으로 활동했다.
국제 대회에서는 핀란드 국가대표팀의 소속으로 활동했으며, 2022년 동계 올림픽과 2022년 세계 선수권 대회에서 핀란드 대표팀의 금메달 획득에 기여했다. 